# Les Prisonniers du paradis
Pour plus de détails, voir Fiche technique et Distribution.
Les Prisonniers du paradis (天国から来た男たち, Tengoku kara kita otoko-tachi) est un film japonais réalisé par Takashi Miike et sorti en 2000.

## Synopsis
Un cadre japonais se fait incarcérer par erreur dans une prison philippine. Fort heureusement, du moins dans une première approche, les prisonniers financièrement aisés y peuvent bénéficier de traitements de faveur...

## Distribution
- Monsour Del Rosario
- Ken'ichi Endō
- Kazuhiko Kanayama
- Kōji Kikkawa : Kōhei Hayakawa
- Toshiyuki Kitami
- Kenji Mizuhashi
- Mai Oikawa : La femme de Kôhei
- Mitsuhiro Oikawa
- Nene Otsuka : Namie Mishima
- Hideo Sako
- Naoto Takenaka
- Hua Rong Weng : Sakamoto
- Tsutomu Yamazaki : Katsuaki Yoshida

## Fiche technique
- Titre : Les Prisonniers du paradis
- Titre original : 天国から来た男たち (Tengoku kara kita otoko-tachi?)
- Titre anglophone : The Guys from Paradise
- Réalisation : Takashi Miike
- Scénario : Itaru Era et Izō Hashimoto d'après un roman de Yōji Hayashi
- Production :
  - Sonny Cabalda - producteur exécutif : unité des Philippines
  - Renzo Cruz - producteur : unité des Philippines
  - Donnie Gonzales - producteur : unité des Philippines
  - Masanobu Hamasaki - producteur délégué
  - Yue Hayashi - producteur
  - Miyoshi Hikawa - producteur
- Musique : Kōji Kikkawa
- Photographie : Hideo Yamamoto
- Montage : Yasushi Shimamura
- Pays d'origine : Japon
- Durée : 114 minutes[1]
- Dates de sortie :
  -  Japon : 30 octobre 2000 (Festival international du film de Tokyo)
  -  Japon : 16 juin 2001[1]